# 張信 (景泰進士)
張信（1422年—？），字成之，湖廣荊州府江陵縣人，軍籍，明朝政治人物。進士出身。

## 生平
湖廣鄉試第十九名。景泰二年（1451年）辛未科會試第十八名，殿試登進士第三甲第七十一名。

## 家族
曾祖父張德夫。祖父張復初。父亲張廷璧。